# 카를로스 벨트란
카를로스 이반 벨트란(스페인어: Carlos Ivan Beltrán, 1977년 4월 24일 ~ )는 푸에르토리코의 전 프로 야구 외야수이다. 그는 1998년부터 2017년까지 메이저 리그 베이스볼에서 캔자스시티 로열스, 휴스턴 애스트로스, 뉴욕 메츠, 샌프란시스코 자이언츠, 세인트루이스 카디널스, 뉴욕 양키스와 텍사스 레인저스를 위하여 활약하였다. 오른손 잡이로 던지고 양손 타자인 벨트란은 신장 6 피트 1 인치(1.85m)에 몸무게 215 파운드(98kg)이다.
벨트란은 1999년 로열스와 함께 하는 동안 "올해의 아메리칸 리그 신인 선수"였다. 그는 9회의 메이저 리그 베이스볼 올스타로 임명되고, 3회의 골드 글러브 상과 2회의 실버 슬러거 상을 수상하였다. 벨트란은 400개의 홈런과 300개의 도루 둘다에 도달한 5번째 선수이며 400개의 홈런과 함께 4번째 양손 타자였다. 그는 자신이 같은 시즌에 30개의 홈런을 치고 30개의 도루를 가져 또한 30-30 클럽의 일원이기도 하다. 벨트란은 애스트로스와 함께 월드 시리즈 타이틀을 우승한 2017년 시즌 후에 은퇴하였다. 그리고 2019년 시즌 이후 뉴욕 메츠의 감독이었던 미키 캘러웨이가 경질되면서 후임 감독으로 선임되었다. 하지만 2017년 시즌 휴스턴 애스트로스 시절 사인 훔치기를 주도했던 것이 밝혀지며 사퇴하였다.
벨트란은 "the new Mr. October", "Mr. October, Jr.", "Señor Octubre"와 "the real Mr. October" 같은 별명을 얻은 공식적 이후의 시즌에 사상 최고의 통계적 타자들 중에 있다. 그는 4개의 다른 플레이오프 시리지에서 1,000 OPS 마크를 깼다. 벨트란은 플레이오프가 열리는 동안 대부분의 도루가 잡히지 않은 100% (11 승 11 패)의 도루 성공률을 가지기도 하였다.

## 어린 시절
자신의 청소년 시절에 벨트란은 배구와 야구가 자신이 좋아하는 스포츠면서 많은 스포츠에서 뛰어났다. 부친의 강조에 그는 17세때 야구에 집중하려고 배구를 포기하였다. 그는 외야수로 옮기기 전에 원래 유격수였다. 그는 1995년 페르난도 칼레호 고등학교를 졸업하였다.

## 프로 경력

### 드래프트와 마이너 리그
캔자스시티 로열스는 1995년 메이저 리그 베이스볼 드래프트의 2번째 라운드에서 벨트란을 선발하였다. 그가 계약을 맺은 후, 로열스는 그를 신인 선수 수준의 걸프 코스트 리그의 걸프 코스트 로열스로 선임하였다. 원래 오른손 잡이의 타자였던 그는 홈런 없이 .276점을 타구하였다. 오프시즌 동안 벨트란은 뉴욕 양키스의 외야수 버니 윌리엄스와 당시 로열스 마이너 리그 코치 케빈 롱으로부터 충고와 함께 자신에게 왼손 잡이로 타구하는 것을 가르쳤다. 1996년 그는 클래스 A 쇼트 시즌 노스웨스트 리그의 스포케인 인디언스와 클래스 A 미드웨스트 리그의 랜싱 래그너츠를 위하여 활약하였다. 1997년 그는 클래스 A 진보 캘리포니아 리그의 윌밍턴 블루락스를 위하여 활약한 전체의 시즌을 보냈다. 그는 윌밍턴과 함께 1998년 시즌을 시작하고 클래스 AA 텍사스 리그의 위치토 랭글러스로 진급을 받았다.

### 캔자스시티 로열스

#### 1998 ~ 99
벨트란은 1998년 9월 14일 자신의 메이저 리그 데뷔를 하여 15개의 경기에서 활약하였다. 많은 선수들과 달리 그는 전혀 AAA 오마하 팀에서 활약한 적이 없다. 1998년 야구의 해의 14개의 경기에서 벨트란은 메이저 리그에서 자신의 시간 동안 .276의 타구 평균과 함께 16개의 안타, 5개의 2루타, 3개의 3루타와 7개의 타점을 얻었다.
1999년으로 봐서 그는 로열스의 출발 중견수와 선두 타자로서 직업을 얻었다. 그는 한여름에 중요한 힘을 나타내고 타구 순서에서 3번의 슬롯으로 옮겨졌다. 벨트란은 156개의 경기에서 22개의 홈런, 108개의 타점과 27개의 도루와 함께 .293점을 타구하여 "올해의 아메리칸 리그 신인 선수" 상을 수상하였다. 1999년 9월 27일 벨트란은 디트로이트 타이거스가 로열스를 8 대 2로 꺾으면서 구원 투수 토드 존스에 스트라이크아웃되면서 타이거 스타디움에서 최후의 아웃을 이루었다.

#### 2000 ~ 03
부상들이 2000년 시즌 동안에 벨트란을 98개의 경기들로 제한시키고 그는 .247로 폭락하여 자신의 중견수 위치를 인기있는 조니 데이먼에게 빼앗겼다. 시즌에 이어 데이먼이 오클랜드 애슬레틱스로 이적된 후, 벨트란은 2001년 자신의 자리를 다시 얻고 자신의 신인 선수 형성을 탈환하였다. 그는 그 시즌에 24개의 홈런과 101개의 타점과 함께 .306을 타구하였고, 2002년 .273-29-105와 2003년 .307-26-100의 라인으로 이어졌다.
2003년 벨트란은 4월 .194점을 타구하였다. 벨트란이 8개의 홈런과 19개의 타점과 함께 한해를 시작하면서 그의 행운이 2004년에 바뀌었고 4월을 위하여 "이번달의 아메리칸 리그 선수"로 선발되었다.

#### 2004
2004년 시즌의 첫 69개의 경기에서 벨트란은 15개의 홈런, 51개의 타점과 14개의 도루와 함께 .278점을 타구하였다. 작은 시장 클럽을 위하여 활약하고 대리인 스콧 보라스에 의하여 대표된 베르란은 2003년과 2004년 시즌을 통하여 이적 소문들을 견디어 냈다. 그의 계약의 말기가 다가오면서 양쪽은 장기간 처리를 협상하는 데 실패하였다. 몬트리올 엑스포스에게 인터리그 더블헤더 패배에 이어 로열스의 총지배인 앨러드 베어드는 자신이 팀을 해체하고 2005년 시즌을 위하여 재건하는 데 준비하고 있었다고 기자들에게 알렸다.

### 휴스턴 애스트로스
2004년 6월 24일 로열스는 벨트란을 또한 구원 투수 옥타비오 도텔을 애슬레틱스로 보낸 휴스턴 애스트로스로 이적시켰다.
아직도 로열스에 있는 동안 벨트란은 2004년 올스타 경기를 위한 아메리칸 리그 출발 외야수로서 선발되어 왔다. 애스트로스로 이적된 후, 벨트란은 아메리칸 리그 등록부를 위하여 적격이 없었고 내셔널 리그 등록부 목록에 올라가지 않았다. 내셔널 리그의 출발 선수 켄 그리피 주니어가 장애자 명단에 놓인 후 벨트란은 그를 대신하는 데 임명되었다.
애스트로스와 함께 2004년 시즌의 나머지를 위하여 벨트란은 23개의 홈런, 53개의 타점과 28개의 도루와 함께 .258점을 타구한 90개의 경기들을 활약하였다. 그가 활약한 양팀과 함께 합쳐진 2004년에 전체로서 벨트란은 .267의 타구 평균, 38개의 홈런, 42개의 도루, 104개의 타점과 121개의 매긴 득점과 함께 총 159개의 경기들을 활약하였다.
2004년 메이저 리그 베이스볼 플레이오프에서 벨트란은 8개의 홈런과 함께 배리 본즈의 싱글 공식 이후의 시즌 기록을 동점매겼다. 그는 세인트루이스 카디널스를 상대로 내셔널 리그 챔피언십 시리즈의 첫 4개의 경기들에서 우승한 4번째 경기를 포함하여 각각 하나를 안타하였다. 애틀랜타 브레이브스를 상대로 내셔널 리그 디비전 시리즈에서 이전의 플레이오프의 5번째 경기에서 자신의 2개의 홈런 상연을 지속하면서 벨트란은 기록을 세운 5개의 연속적 공식 이후의 시즌 경기들에서 최소한 하나의 홈런에 결합시켜 2015년 6개의 연속적 공식 이후의 시즌 경기들에서 대니얼 머피의 홈런들에 의하여 능가되었다. 2004년 플레이오프의 12개의 경기들에서 벨트란은 14개의 타점과 21개의 매긴 득점에서 .435점을 타구하였다.

### 뉴욕 메츠

#### 2005 ~ 06

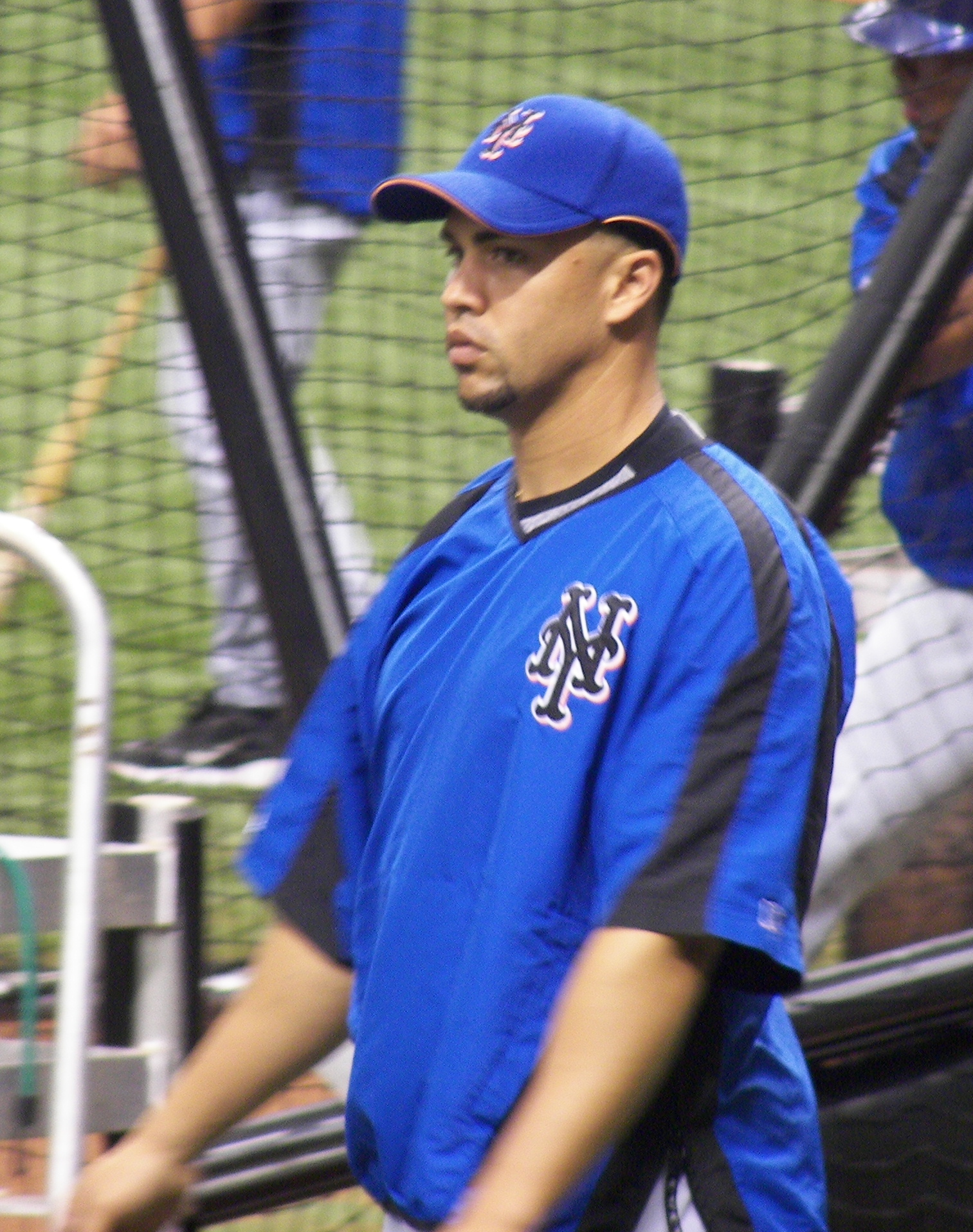
2007년 봄 훈련에서

2004년 시즌에 이어 벨트란은 자유 계약 선수가 되었다. 뉴욕 양키스가 인기주로 밀고되고 벨트란은 그들에게 이른바 1천 9백만 달러의 할인을 제공하였다. 양키스는 거절하고 건너서 뉴욕 메츠가 그를 7년간 1억 1천 9백만 달러의 계약을 맺어 당시 프랜차이즈 역사상 가장 컸다. 그 일은 1억 달러를 능가하는 데 야구 역사상 10번째 계약이 되었다.
2005년 8월 11일 페코 파크에서 열린 샌디에이고 파드리스를 상대로 경기에서 자신과 동료 선수 마이크 캐머런이 둘다 낮은 우익수 필드에서 공을 잡는 데 뛰어들면서 그와 함께 충돌한 접근전이 있던 후에 심한 부상을 입었다. 캐머런은 격동, 일시적 실명과 둘의 깨진 광대뼈와 함께 시즌의 나머지를 놓쳤다. 양 선수가 결국적으로 회복되었어도 벨트란은 오랫동안 선회병을 겪었다.
사두근 부상이 2005년 시즌의 대부분 그를 괴롭혀 그의 속도를 제한시켰다. 582개의 타석에서 벨트란의 통계들은 타구 평균 (.266), 홈런 (16), 타점 (78), 매긴 득점 (83)과 도루 (17)에서 경력 최저 수준들을 포함하였다. 제한된 참가에 불구하고 그는 아직도 자신의 2번째 올스타 팀으로 선출되었다.
2006년 월드 베이스볼 클래식에서 벨트란은 푸에르토리코를 위하여 활약하여 세인트루이스 카디널스의 3루 코치 호세 오켄도에 의하여 감독된 팀에 카를로스 델가도, 버니 윌리엄스, 하비에르 바스케스, 이반 로드리게스와 다른 선수들에게 가입하였다. 그의 2006년 시즌은 뉴욕에서 자신의 첫해에 상승이었다. 5월 10개의 홈런에 의하여 기력이 돋은 그는 시즌이 절반이기 전에 이전의 해로부터 자신의 홈런 총계를 앞섰다. 벨트란의 상연은 그의 3번째 올스타 경기에서 그에게 자리를 안정시켰다. 출발 선수로서 3명을 포함하여 5명의 다른 메츠 선수들이 그에게 가입하였다. 2개의 도루와 더불어 다수의 안타와 함께 단 하나의 타자로서 벨트란은 내셔널 리그를 위하여 뛰어난 선수였다. 아메리칸 리그가 경기를 우승하였어도 그는 3번째 이닝에서 내셔널 리그에 2 대 1의 선두를 준 리드를 잡는 득점을 매겼다. 7월 16일과 18일 연속적 경기들에서 그는 그랜드 슬램을 쳐 그 23번째 선수가 되었다. 7월 말기의 또다른 그랜드 슬램은 하나의 시즌에 3개를 치는 데 그를 3번째 만의 메츠 선수로 만들었다. 8월 22일 세인트루이스 카디널스를 상대로 벨트란은 카디널스의 최종회 제이슨 이즈링하우젠에 끝내기 홈런과 함께 지속적으로 상연하였다. 그 일은 필라델피아 필리스를 상대로 16번째 이닝 경기를 우승에 이어 벨트란의 시즌 2번째 끝내기 홈런이었다.
벨트란의 41개의 홈런은 홈런을 위하여 메츠의 싱글 시즌에 동점을 매겨 1996년 토드 헌들리의 총계를 조화시켰다. 그의 127개의 매긴 득점들은 그에게 메츠의 싱글 시즌 프랜차이즈 마크의 단 하나 소유가 되었다. 그와 동료 선수 호세 레예스는 그들의 각각의 위치들에서 실버 슬러거 상을 수상하였다.
2006년 시즌 동안 벨트란이 자신의 첫 골든 글러브 상을 받으면서 그의 방어는 또한 승인되었다. 자신에게 .995의 수비율과 기록된 13개의 외야의 보조들과 6개의 병살을 주는 데 372개의 기회들에서 2개의 오류 만을 만들었다. 그는 또한 메이저 리그 베이스볼에서 최고의 수비수로서 필딩 바이블 상을 수상하기도 하였다. 벨트란은 내셔널 리그 MVP 상의 투표에서 라이언 하워드, 앨버트 푸홀스와 랜스 버크먼의 뒤로 4위에 왔다. 플레이오프들로 돌아온 벨트란은 내셔널 리그 챔피언십 시리즈에서 3개의 홈런을 쳐 22개의 경기들에서 11개의 홈런들로 자신의 경력 플레이오프 총계를 가져왔다. 하지만 카디널스를 상대로 내셔널 리그 챔피언십 시리즈의 7번째 경기의 9번째 이닝에서 만루와 2개의 아웃과 함께 벨트란은 애덤 웨인라이트를 상대로 스트라이크아웃 시켜 뉴욕 메츠의 시즌을 끝냈다.

#### 2007 ~ 08
2007년 5월부터 7월까지 벨트란은 .230점 아래로 타구하였다. 그러나 8월과 9월에 향상시켜 .276의 타구 평균과 112개의 타점과 함께 끝냈다. 7월에 그는 자신의 4번째 올스타 경기 출연을 이루고 시즌의 마감에 자신의 2번째 연속적 골드 글러브 상을 수상하였다.
2008년 벨트란은 27개의 홈런과 112개의 타점과 함께 .284점을 타구하였다. 올스타 경기가 열리기 전 결승 경기에서 벨트란은 자신의 15번째 시즌 홈런을 연결시켰다. 8월 29일 벨트란은 메츠의 5 대 2의 선두를 주는 데 9번째에서 2개의 아웃과 함께 그랜드 슬램을 포함한 메츠를 위하여 5개의 타점들을 전부 수집하였다. 메츠는 이 경기를 5 대 4로 우승하였다. 벨트란은 셰이 스타디움에서 최종 정규 시즌 경기에서 자신의 마지막이자 단 하나의 메츠 홈런을 쳤다. 홈런은 플로리다 말린스를 상대로 2 대 2 동점을 매긴 2개의 득점 발포였다. 벨트란은 메츠를 위한 외야수에서 자신의 3번째 연속적 골드 글러브 상을 수상하였다. 그는 2008년 최고의 메이저 리그 베이스볼 중견수로서 자신의 2번째 필딩 바이블 상을 수상하였다.

#### 2009 ~ 11

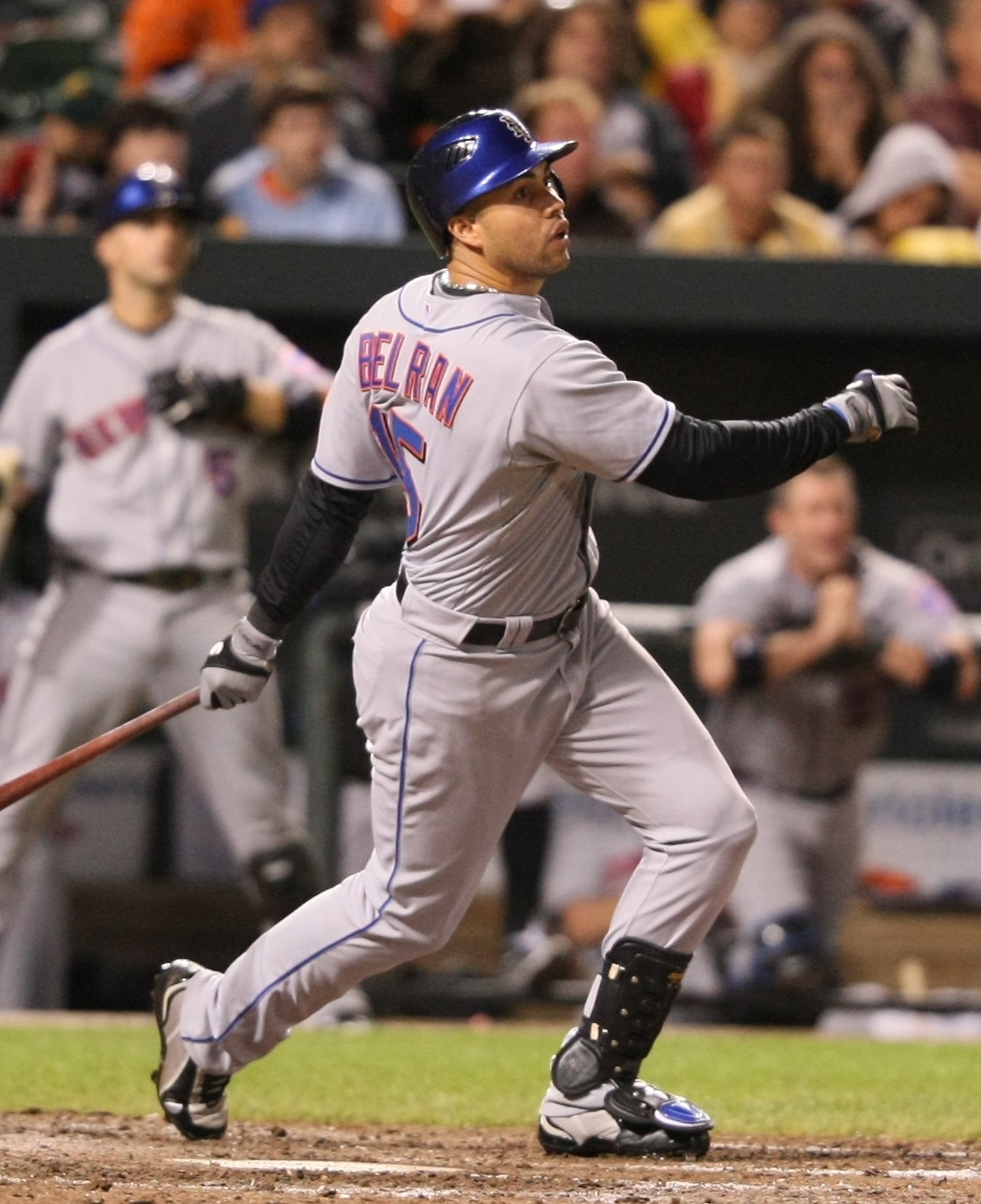
2009년 메츠와 함께

2009년 4월 24일 3번째 이닝에서 3루타와 함께 워싱턴 내셔널스의 스콧 올슨을 상대로 자신의 1,000번째 타점을 기록하였다.
그해 올스타 경기를 위한 투표에서 벨트란은 라이언 브라운(4,138,559)과 라울 아비녜스(4,053,355) 만에 밀려 내셔널 리그 외야수의 3위(2,812,295)를 하였다.
2010년 1월 13일 벨트란은 오른쪽 무릎에 수술을 받고 원래 8 ~ 12주간 경기를 놓치는 데 기대되었다. 메츠는 수술이 자신들의 동의없이 되었다고 진술하였고 팀은 벨트란의 결정과 함께 자신들의 실망을 표현하였다. 하지만 벨트란의 대리인 스콧 보라스는 메츠가 수술 진행을 동의하였다고 주장하였다. 7월 15일 벨트란은 2010년 시즌 자신의 첫 경기를 활약하였다.
쇠퇴한 방어들의 이유로 2011년 벨트란은 중견수에서 우익수로 옮겨졌다. 5월 12일 콜로라도 로키스를 상대로 벨트란은 메츠의 9 대 5의 승리에서 3개의 2점 홈런을 쳤다. 그 일은 그의 경력의 첫 3개 홈런 경기였고, 그는 단 하나의 경기에서 3개의 홈런을 치는 데 역사상 8번째 만의 메츠 타자가 되었다.

### 샌프란시스코 자이언츠

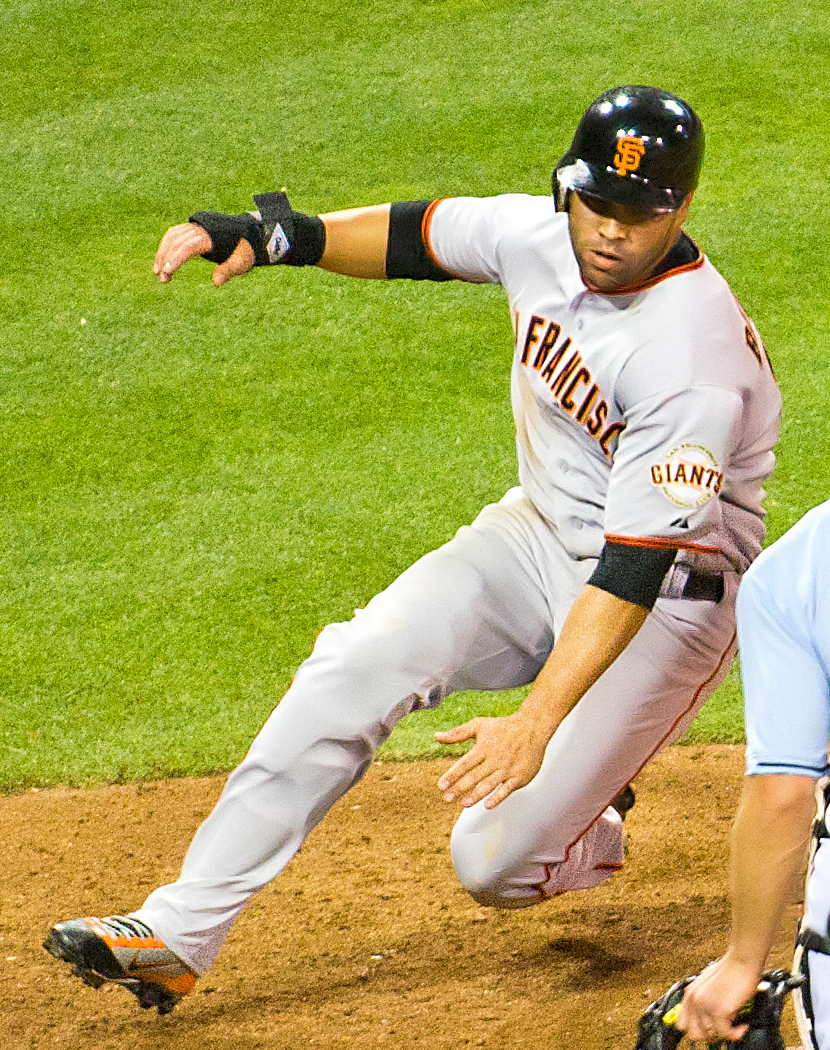
2011년 샌프란시스코 자이언츠를 위하여 활약하는 벨트란

2011년 7월 28일 자신의 무이적 조항을 미룬 후, 메츠는 벨트란을 전망 투수 잭 휠러를 위한 교환에서 샌프란시스코 자이언츠로 이적시켰다. 메츠는 또한 그해 시즌의 말기에 만기된 벨트란의 남은 6.5백만 달러의 계약을 커버하는 데 자이언츠에 현금 4백만 달러를 보내기도 하였다.
이적한지 하루 후에 신시내티 레즈를 상대로 자이언츠를 위하여 자신의 첫 안타를 얻어 1 승 5 패로 갔다. 자이언츠는 결국적아로 13개의 이닝에서 레즈에게 4 대 3으로 패하였다.
9월 14일 벨트란은 파드리스의 출발 투수 맷 래토스를 상대로 2개의 솔로 홈런을 쳤다. 그 발포는 시즌을 위하여 그에게 20개의 홈런을, 그의 경력을 위하여 300개를 주었다. 이 경기에 대비하여 벨트란은 전혀 래토스에 안타를 가진 적이 없었다. 둘다의 홈런은 밸트란이 좌측으로부터 타구하면서 필드의 우측으로 쳐졌다. 3 경기 시리즈에서 자이언츠가 파드리스를 3 대 1로 휩쓸면서 중대하게 증명되었다. 시리즈에서 그의 홈런은 14개의 득점들 중 4개를 위하여 평가하였다.
자이언츠와 함께 2011년 시즌의 나머지를 위하여 벨트란은 7개의 홈런과 18개의 타점과 함께 .323점을 타구한 44개의 경기들을 활약하였다. 그가 활약한 양팀과 함께 합쳐진 2011년에 벨트란은 22개의 홈런과 84개의 타점과 함께 .300점을 타구한 142개의 경기들을 활약하였다.

### 세인트루이스 카디널스

#### 2012
2011년 12월 22일 벨트란은 완전한 무이적 조항을 포함한 2천 6백만 달러 가치의 세인트루이스 카디널스와 함께 2년 처리로 동의하였다. 벨트란이 카디널스와 계약을 맺은 후 그는 다수의 이정표를 달성하였다.
2012년 4월 4일 오프닝 데이에 벨트란은 마이애미 말린스의 조시 존슨을 상대로 말린스 파크에서 열린 정규 시즌 경기에서 처음이자 마짐막 안타를 기록하였다. 그는 이전의 6개 경기들에서 1.200의 장타율과 1.648의 OPS를 위하여 6개의 홈런, 13개의 타점, 8개의 득점, 30개의 총루와 함께 .360점을 친 후 5월 14일 "이번 주의 내셔널 리그 선수"로 임명되었다. 그는 6개의 경기들의 5개에서 안전하게 안타하고 4개의 경기들에서 홈런을 쳤다.

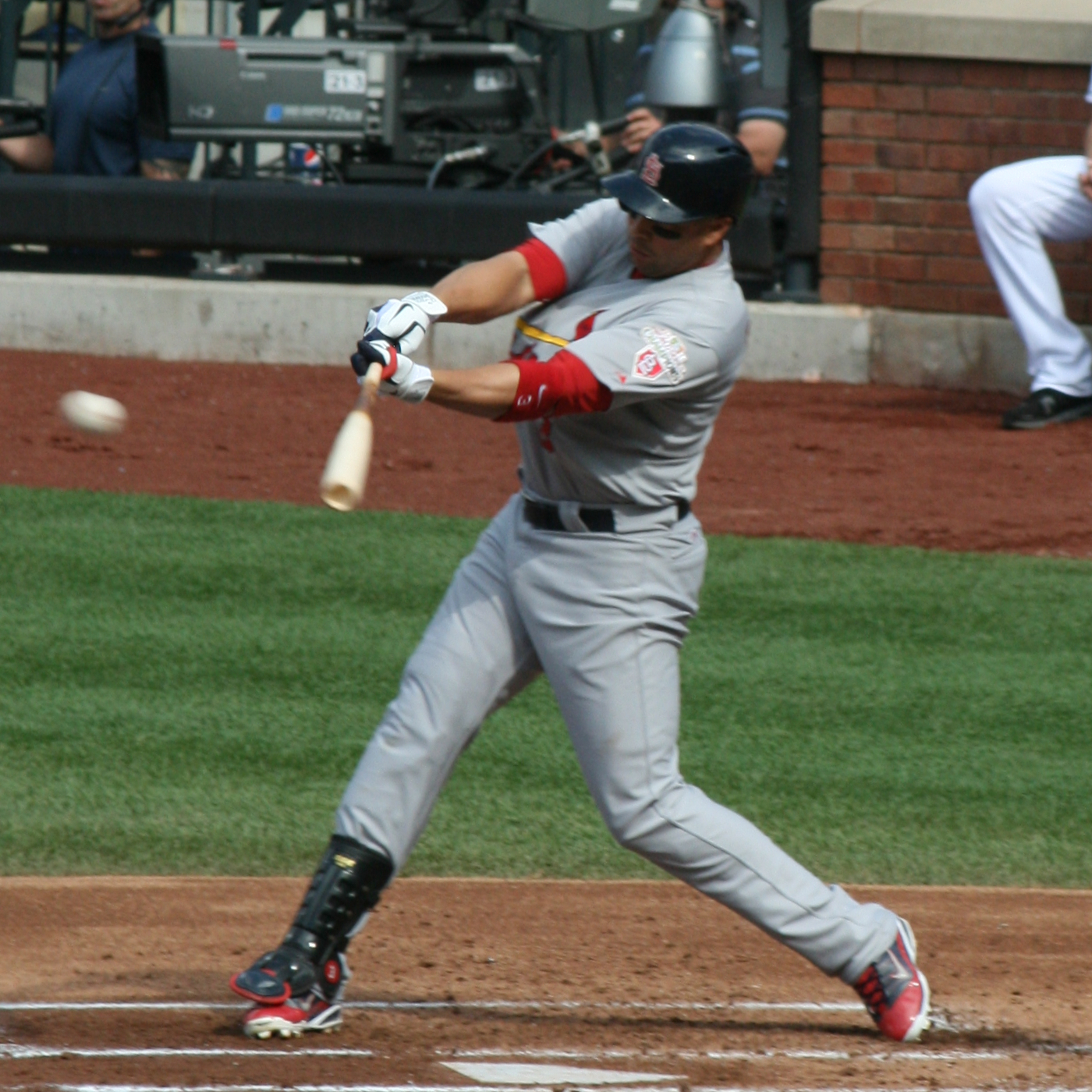
2012년 세인트루이스 카디널스를 위하여 타구하는 벨트란

6월 1일 메츠를 떠난 후 뉴욕에서 열린 첫 경기에서 관중들은 그에게 기립 박수를 보냈다. 하나의 두드러진 순간에 벨트란의 타구한 공이 파울 라인의 외부에 접촉하였으나 메츠 역사상 처음으로 무안타가 던져지면서 전 동료 선수 요한 산타나가 명예를 얻으면서 경기에서 파울로 규칙이 내려졌다. 2주 후에 6월 15일 자신의 전팀 로열스를 상대로 타구하는 동안 벨트란은 300개의 홈런과 300개를 도루에 달성하는 데 메이저 리그 역사상 첫 양손 타자가 되었다.
6월 29일 피츠버그 파이리츠를 상대로 홈구장 경기엣허 그는 자신의 2,000번째 안타를 위하여 3번째 이닝에서 1루타를 기록하여 메이저 리그 베이스볼 역사상 그 270번째 선수가 되었다. 자신의 2,000번째 안타를 얻은지 하루 후에 벨트란은 자신의 400번째 2루타를 수집하여 그 170번째 선수가 되었다. 벨트란은 그해의 홈런 더비에 참가하기도 하였다.
그해 6월 18일 메츠는 벨트란이 메츠 사상 팀 50 주년을 위하여 출발 중견수로 선발되었다고 공고하였다.
2012년 내셔널 리그 와일드 카드 경기에서 2006년 이래 그의 첫 공식 이후 시즌에서 벨트란은 4 타석에서 하나의 안타를 가져 4번째 이닝에서 득점하였다. 내셔널스를 상대로 내셔널 리그 디비전 시리즈에서 벨트란은 2개의 홈런과 4개의 타점과 함께 본루에서 8 루 18 타로 갔다. 디비전 시리즈의 5번째 경기에서 9번째 이닝에 5 루 7 타로 내려간 벨트란은 드루 스토렌에 선두 2루타를 쳐 결국 후에 다니엘 데스칼소에 2개의 아웃을 득점하였다. 카디널스가 경기를 9 대 7로 우승하였다.
2012년 내셔널 리그 챔피언십 시리즈에서 발트란은 2개의 타점과 2개의 도루와 함께 .300점을 타구하였다. 그는 시리즈에서 7개의 경기 중 6개를 활약하여 무릎 부상을 당한 후 3번째 경기의 대부분과 4번째 경기의 전부를 놓쳤다. 그의 경력에서 챔피언십 시리즈의 7번째 경기에 활약한 벨트란은 카디널스가 자이언츠에게 0 대 9로 패하면서 본루에 1 루 4 타로 갔다.

#### 2013
2013년 벨트란은 .296의 타구 평균, 24개의 홈런과 84개의 타점과 함께 145개의 경기들에서 활약하였다. 벨트란은 7월 11일 자신의 2,000번째 경기를 활약하였다. 같은 달에 그는 자신의 3번째 연속적 올스타 경기로 선발되었다. 10월 벨트란은 로베르토 클레멘테 상의 수상자였으며 그 상을 수상하는 데 4번째 카디널스 선수가 되어 앨버트 푸홀스, 아지 스미스와 루 브록에게 가입하였다.
파이리츠를 상대로 내셔널 리그 디비전 시리즈에서 벨트란은 18개의 타석에 4개의 안타를 가지고 시리즈에서 2개의 홈런을 쳤다. 로스앤젤레스 다저스를 상대로 2013년 내셔널 리그 챔피언십 시리즈의 1번째 경기에서 벨트란은 경기를 2 대 2로 동점을 매기는 데 3번째 이닝의 아래에서 2루타를 쳤다. 10번째 이닝의 정상에서 아직도 2 대 2로 동점을 매기면서 벨트란은 날아가는 공을 잡은 후 본루에서 마크 엘리스를 아웃시켜 선두로부터 다저스를 방어한 더블 플레이를 완료하였다. 13번째 이닝의 아래에서 베트란은 켄즐리 잰슨의 끝내기 1루타를 쳐 카디널스에 3 대 2의 승리를 주었다. 전체의 챔피언십 시리즈를 위하여 벨트란은 21개의 타석에서 6개의 안타와 6개의 타점을 가졌다. 카디널스는 그의 경력에서 첫 월드 시리즈로 나가는 데 시리즈를 4 대 2로 우승하였다.
보스턴 레드삭스를 상대로 2013년 월드 시리즈의 첫 경기에서 벨트란은 그랜드 슬램의 데이비드 오티즈를 도루한 후 2번째 이닝에서 자신의 갈비뼈 부상을 당하였다. 부상에 불구하고 벨트란은 시리즈의 6개 경기들 전부에 나와 카디널스가 레드삭스에게 4개의 경기에 2개로 떨어지면서 5개의 안타와 함께 .294점을 타구하였다.
10월 30일 월드 시리즈가 끝난 후 벨트란은 자유 계약 선수를 위하여 제출하였다. 11월 9일 벨트란은 카디널스로부터 1년 14.1백만 달러의 합격 제공을 거부하여 자유 계약 선수로 만들었다.

### 뉴욕 양키스
12월 6일 벨트란은 다른 팀들로부터 4천 8백만 달러 제공을 받음에 불구하고 뉴욕 양키스에 입단하는 데 3년 4천 5백만 달러의 처리로 동의하였다. 처리는 12월 19일 공식적이 되었다.

#### 2014
2014년 4월 13일 프란시스코 세르벨리가 햄스트링 부상으로 경기를 떠난 후 자신의 프로 경력에서 처음으로 1루에 활약하였다. 5월 12일의 밤 벨트란은 자신의 오른쪽 팔꿈치에 쓰라림을 경험하였다. 그는 5월 15일 15일간 장애자 명단에 놓였다. 6월 5일 그는 활동적이었다. 더욱 나가서 팔꿈치의 부상을 방지하는 데 그는 시즌의 나머지를 위하여 첫째로 지명 대타자로서 이용되었다.
9월 16일 벨트란은 부인의 유산의 이유로 예매한 기간을 위하여 팀을 떠났다. 2014년 109개의 경기들로 제한된 벨트란은 15개의 홈런과 49개의 타점과 함께 .233점을 타구하였다.

#### 2015

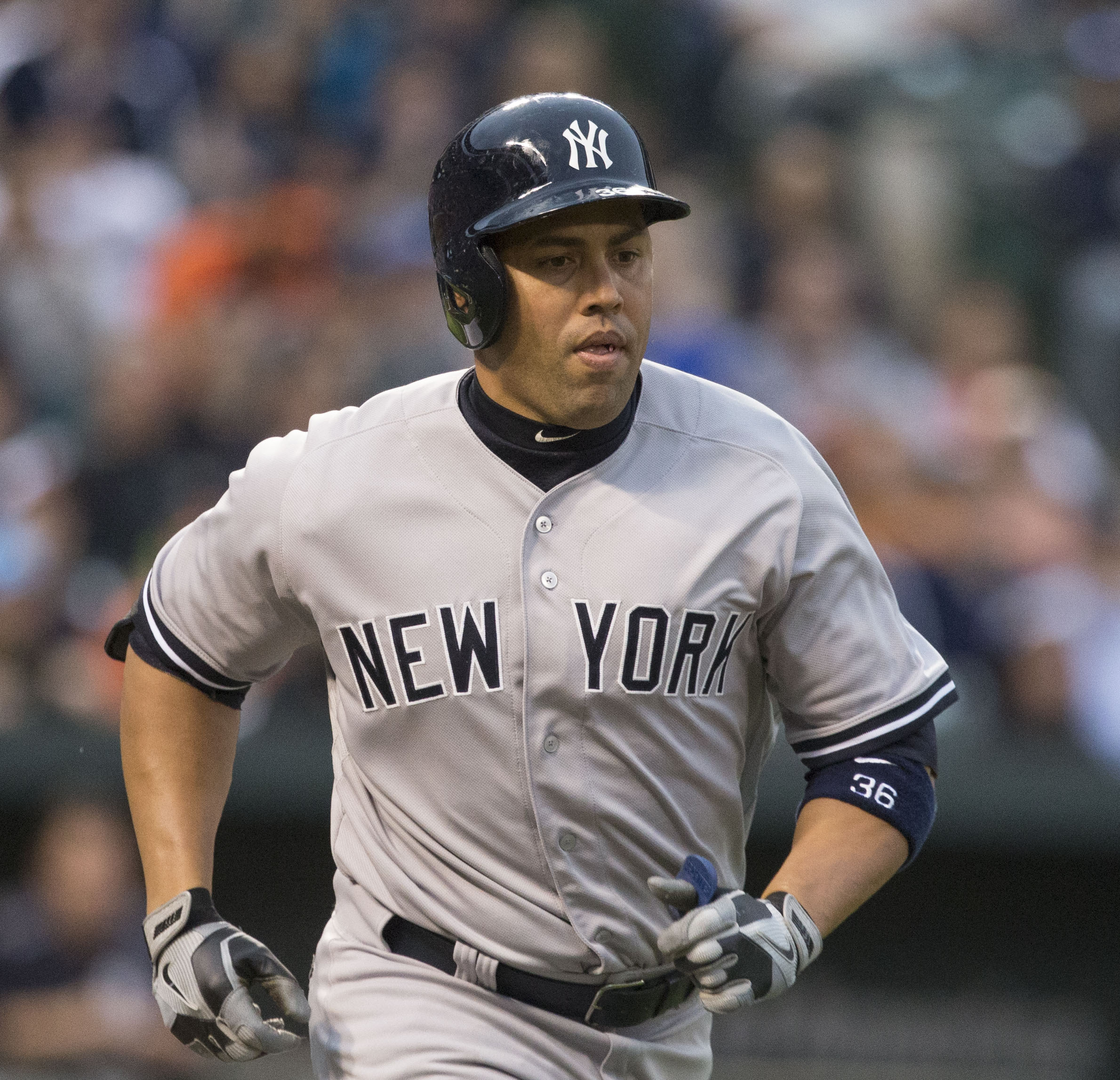
뉴욕 양키스 활약 시절의 벨트란 (2015년)

2015년 벨트란은 느린 시작으로 출발하여 4월을 통하여 .200점 정도를 타구하였다. 그는 서시히 시즌을 통하여 향상시켜 9월 .280 이상의 타구 평균을 가졌다. 7월 3일 벨트란은 사각 부상과 함께 15일간 장애자 명단에 놓였다. 그는 7월 19일에 활동적이었다. 8월 14일 토론토 블루제이스를 상대로 벨트란은 8번째 이닝에서 3점 홈런을 쳤다. 그 일은 경기 우승자로 증명하였고 일시적으로 양키스를 1위에 놓았다. 8월 17일 그는 미네소타 트윈스를 상대로 6번째 경기에서 경기 동점을 매긴 홈런을 가졌다. 그는 레드삭스를 상대로 8월 31일 500번째 경력 2루타에 도달하였다. 벨트란은 133개의 경기에서 19개의 홈런, 67개의 타점과 .276의 타구 평균과 함께 정규 시즌을 끝냈다.
2015년 애스트로스를 상대로 아메리칸 리그 와일드 카드 경기에서 벨트란은 양키스가 애스트로스에게 3 대 0으로 떨어진면서 4개의 타석에서 하나의 안타를 가졌다.

#### 2016
2016년 4월 25일 벨트란은 10,000번째 경력 본루 출연을 만드는 데 84번째 선수가 되었다. 그는 양손 타자를 위한 사상 명단에 10위를 위하여 테드 시몬스를 통과하는 데 4월 27일 텍사스 레인저스를 상대로 자신의 2,473번째 경력 안타를 수집하였다. 5월 15일 벨트란은 시카고 화이트삭스를 상대로 자신의 400번째 홈런을 쳐 메이저 리그 베이스볼 역사상 54번째 선수, 4번째 양손 타자, 3번째 푸에르토리코 출신 선수와 300개의 도루와 500개의 2루타와 함께 5번째 선수가 되었다.
5월 28일 벨트란은 탬파베이 레이스의 맷 무어에 자신의 2,500번째 경력 안타를 위하여 홈런을 쳐 이정표에 도달하는 데 4번째 푸에르토리코 출신 선수로서 로베르토 클레멘테, 이반 로드리게스와 로베르토 알로마에게 가입하였고 2,500번째 안타에 도달하는 데 99번째 선수가 되었다. 그는 알렉스 로드리게스, 배리 본즈와 윌리 메이스에 이어 2,500개의 안타, 400개의 홈런, 300개의 도루와 1,000개의 4구에 의한 출루에 도달하는 데 4번째 선수가 되었다.
6월 7일 벨트란은 1,000번째 경력 본루 안타를 기록하는 데 사상 38번째 선수가 되었다. 그는 페코 파크에서 자신의 9번째 올스타 경기로 선발되었다. 7월 15일 레드 삭스에게 5 대 3으로 패배에서 그는 자신 경력을 위하여 1,500번째 타점에 도달하는 데 55번째 선수이자 4번째 양손 타자가 되었다. 양키스와 99개의 경기들에서 벨트란은 22개의 홈런과 64개의 타점과 함께 .304점을 타구하여 전부의 부문에서 양키스를 지도하였다.

### 텍사스 레인저스
2016년 8월 1일 양키스는 전망 선수들 딜론 테이트, 에릭 스원슨과 닉 그린을 위하여 벨트란을 텍사스 레인저스로 이적시켰다. 벨트란은 8월 3일 볼티모어 오리올스를 상대로 레인저스를 위하여 자신의 첫 홈런을 쳤으며, 또한 자신의 1,500번째 안타를 매기기도 하였다. 시즌의 말기로 향하여 벨트란은 시즌 전에 자신의 진술에 대조에서 자신이 은토할 계획들이 없다고 진술하였다. 벨트란은 양키스와 레인저스 사이에 151개의 경기들에서 .295의 타구 평균, 29개의 홈런과 93개의 타점과 함께 시즌을 끝냈다.
그해 아메리칸 리그 디비전 시리즈에서 벨트란은 레인저스가 블루제이스에 의하여 3 대 0으로 휩쓸어지면서 3개의 경기에서 하나의 타점과 함께 2 루 11 타로 갔다.

### 애스트로스와 2번째 병역
2016년 12월 3일 벨트란은 휴스턴 애스트로스의 지명 대타자로서 2017년 시즌을 위하여 애스트로스로 돌아오는 데 1년, 1천 6백만 달러의 계약을 맺었다. 7월 17일 2달간 필드에서 활약하지 않은 후 그의 동료 선수들은 그의 글러브를 위하여 거짓 장례식을 개최하였다. 그해 시즌의 말기를 통하여 벨트란은 핸리 라미레스와 라이언 브라운에 앞서 파워 스피드 (363.4)에서 사상 활동적 메이저 리그 지도 선수였다.
애스트로스는 101개의 경기들을 우승하고 아메리칸 리그 서부 디비전 타이틀을 움켜 쥐오 최소의 100개의 경기들을 우승한 프랜차이즈 역사상 2번째의 특징을 지었다. 그들은 아메리칸 리그 디비전 시리즈의 최고 5개에서 레드삭스를 향하였다. 10월 9일 4번째 경기에서 벨트란은 자신의 공식 이후 시즌 성공의 영예를 추가하였다. 그는 애스트로스를 위하여 아메리칸 리그 디비전 시리즈를 움켜쥔 5 대 4의 승리에서 결정된 득점으로 증명한 9번째 이닝 타점 2루타를 쳤다.
7개의 경기들에서 애스트로스는 벨트란의 전 팀들 중의 하나인 양키스를 퇴거시켰다. 애스트로스가 로스앤젤레스 다저스와 맞붙은 월드 시리즈로 진출하면서 벨트란의 경력의 2번째였다. 시리즈가 열리는 동안 벨트란은 3개의 경기에 3개의 본루 출연을 등록하여 0 대 3으로 갔다. 애스트로스가 다저스를 7개의 경기들에서 꺾어 결국 벨트란을 월드 시리즈 챔피언으로 만들었다.
11월 13일 벨트란은 선수 생활로부터 자신의 은퇴를 공고하였다. 그는 허리케인 마리아의 영향에서 푸에르토리코를 보조하는 그의 일로 스포츠 일러스트레이티드의 취임 희망상의 수상자로 임명되었다.

## 국제 경력
벨트란은 2013년 월드 베이스볼 클래식에서 푸에르토리코 국가 대표팀을 위하여 타구하였다.
벨트란은 푸에르토리코 팀을 위하여 월드 베이스볼 클래식의 4판(2006, 2009, 2013, 2017)에 나왔다. 2017년 월드 베이스볼 클래식에서 그는 팀의 지명 대타자로서 정렬에서 4번째 타구를 하였다. 결승전에서 미국이 푸에르토리코를 꺾고 우승한 토너먼트의 종결에 이어 벨트란은 2017년 올월드 베이스볼 클래식 팀으로 선정되었다.

## 선수 이후의 경력
2017년 시즌에 이어 벨트란이 인터뷰하던 양키스의 감독직이 유효하게 되었다. 양키스는 결국적으로 감독이 되는 데 에런 분을 선발하였다.

## 연도별 타격 성적
| 연 도      | 소 속      | 경 기 | 타 석 | 타 수 | 득 점 | 안 타 | 2 루 타 | 3 루 타 | 홈 런 | 루 타 | 타 점 | 도 루 | 도 루 자 | 희 생 번 | 희 생 플 | 볼 넷 | 고 4 | 사 구 | 삼 진 | 병 살 타 | 타 율 | 출 루 율 | 장 타 율 | O P S |
| ---------- | ---------- | ----- | ----- | ----- | ----- | ----- | ------- | ------- | ----- | ----- | ----- | ----- | -------- | -------- | -------- | ----- | ---- | ----- | ----- | -------- | ----- | -------- | -------- | ----- |
| 1998년     | KC         | 14    | 63    | 58    | 12    | 16    | 5       | 3       | 0     | 27    | 7     | 3     | 0        | 0        | 1        | 3     | 0    | 1     | 12    | 2        | .276  | .317     | .466     | .783  |
| 1999년     | KC         | 156   | 723   | 663   | 112   | 194   | 27      | 7       | 22    | 301   | 108   | 27    | 8        | 0        | 10       | 46    | 2    | 4     | 123   | 17       | .293  | .337     | .454     | .791  |
| 2000년     | KC         | 98    | 413   | 372   | 49    | 92    | 15      | 4       | 7     | 136   | 44    | 13    | 0        | 2        | 4        | 35    | 2    | 0     | 69    | 12       | .247  | .309     | .366     | .675  |
| 2001년     | KC         | 155   | 680   | 617   | 106   | 189   | 32      | 12      | 24    | 317   | 101   | 31    | 1        | 1        | 5        | 52    | 2    | 5     | 120   | 7        | .306  | .362     | .514     | .876  |
| 2002년     | KC         | 162   | 722   | 637   | 114   | 174   | 44      | 7       | 29    | 319   | 105   | 35    | 7        | 3        | 7        | 71    | 1    | 4     | 135   | 12       | .273  | .346     | .501     | .847  |
| 2003년     | KC         | 141   | 602   | 521   | 102   | 160   | 14      | 10      | 26    | 272   | 100   | 41    | 4        | 0        | 7        | 72    | 4    | 2     | 81    | 8        | .307  | .389     | .522     | .911  |
| 2004년     | KC/HOU     | 159   | 708   | 599   | 121   | 160   | 36      | 9       | 38    | 328   | 104   | 42    | 3        | 3        | 7        | 92    | 10   | 7     | 101   | 8        | .267  | .367     | .548     | .915  |
| 2005년     | NYM        | 151   | 650   | 582   | 83    | 155   | 34      | 2       | 16    | 241   | 78    | 17    | 6        | 4        | 6        | 56    | 5    | 2     | 96    | 9        | .266  | .330     | .414     | .744  |
| 2006년     | NYM        | 140   | 617   | 510   | 127   | 140   | 38      | 1       | 41    | 303   | 116   | 18    | 3        | 1        | 7        | 95    | 6    | 4     | 99    | 6        | .275  | .388     | .594     | .982  |
| 2007년     | NYM        | 144   | 636   | 554   | 93    | 153   | 33      | 3       | 33    | 291   | 112   | 23    | 2        | 1        | 10       | 69    | 10   | 2     | 111   | 8        | .276  | .353     | .525     | .878  |
| 2008년     | NYM        | 161   | 706   | 606   | 116   | 172   | 40      | 5       | 27    | 303   | 112   | 25    | 3        | 1        | 6        | 92    | 13   | 1     | 96    | 11       | .284  | .376     | .500     | .876  |
| 2009년     | NYM        | 81    | 357   | 308   | 50    | 100   | 22      | 1       | 10    | 154   | 48    | 11    | 1        | 0        | 1        | 47    | 1    | 9     | 43    | 9        | .325  | .415     | .500     | .915  |
| 2010년     | NYM        | 64    | 255   | 220   | 21    | 56    | 11      | 3       | 7     | 94    | 27    | 3     | 1        | 0        | 4        | 30    | 5    | 1     | 39    | 4        | .255  | .341     | .427     | .768  |
| 2011년     | NYM/SF     | 142   | 598   | 520   | 78    | 156   | 39      | 6       | 22    | 273   | 84    | 4     | 2        | 0        | 4        | 71    | 7    | 3     | 88    | 18       | .300  | .385     | .525     | .910  |
| 2012년     | STL        | 151   | 619   | 547   | 83    | 147   | 26      | 1       | 32    | 271   | 97    | 13    | 6        | 1        | 4        | 65    | 15   | 2     | 124   | 9        | .269  | .346     | .495     | .842  |
| 2013년     | STL        | 145   | 600   | 554   | 79    | 164   | 30      | 3       | 24    | 272   | 84    | 2     | 1        | 1        | 6        | 38    | 1    | 1     | 90    | 12       | .296  | .339     | .491     | .830  |
| 2014년     | NYY        | 109   | 449   | 403   | 46    | 94    | 23      | 0       | 15    | 162   | 49    | 3     | 1        | 0        | 5        | 37    | 2    | 4     | 80    | 11       | .233  | .301     | .402     | .703  |
| 2015년     | NYY        | 133   | 531   | 478   | 57    | 132   | 34      | 1       | 19    | 225   | 67    | 0     | 0        | 0        | 6        | 45    | 2    | 2     | 85    | 12       | .276  | .337     | .471     | .808  |
| 통산：18년 | 통산：18년 | 2306  | 9929  | 8749  | 1449  | 2454  | 503     | 78      | 392   | 4289  | 1443  | 311   | 49       | 18       | 100      | 1016  | 97   | 46    | 1592  | 175      | .280  | .355     | .490     | .845  |

- 2015년 기준, 굵은 글씨는 시즌 최고 성적.

## 같이 보기
- 30-30 클럽